# Countyline (Oklahoma)
Countyline, ou County Line, é uma pequena comunidade rural localizada no norte do Condado de Stephens, Oklahoma e que faz divisa dos condados de Stephens e Carter. O primeiro correiro aberto foi em 29 de junho de 1928.